# Saintonge

Geographische Lage der Saintonge

Karte der Saintonge

Das Wappen der Saintonge zeigt die Mitra des Heiligen Eutropius, des ersten Bischofs von Saintes, dessen Gebeine in der ehemaligen Prioratskirche Saint-Eutrope in Saintes ruhen.

Saintonge (Saintongeais: Saintonghe) ist der Name einer ehemaligen Provinz im Westen Frankreichs. Sie ist primär Teil der Kulturlandschaft der Charente. Hauptsächlich in ländlichen Gebieten wird immer noch ein Dialekt der nordfranzösischen Sprachen (Langues d’oïl), das „Saintongeais“, gesprochen.

## Lage
Die Saintonge grenzt im Westen an den Atlantik und entspricht in ihrem Umfang weitgehend den Arrondissements von Saintes, Saint-Jean-d’Angély, Rochefort im Département Charente-Maritime.
Im Mittelalter umfasste die Bezeichnung dieses gesamte Département sowie den westlichen Teil des Départements Charente. Im Laufe der Geschichte sollte sich der Name aufgrund von Gebietsabtretungen und administrativen Veränderungen auf die drei genannten Arrondissements beschränken.
Bedeutende Ortschaften auf dem Gebiet der alten Saintonge waren neben Saintes und Saint-Jean-d’Angély auch La Rochelle, Rochefort und Cognac. Auch die zum Arrondissement Rochefort gehörende Inseln Oléron und Ré sind Teil der Saintonge.

## Geschichte

### Antike und Frühmittelalter
Die Region war ursprünglich vom keltischen Volksstamm der Santonen (lat. Santones) besiedelt, deren Zentrum die spätere römische Provinzhauptstadt Saintes (Mediolanum Santonum) war.

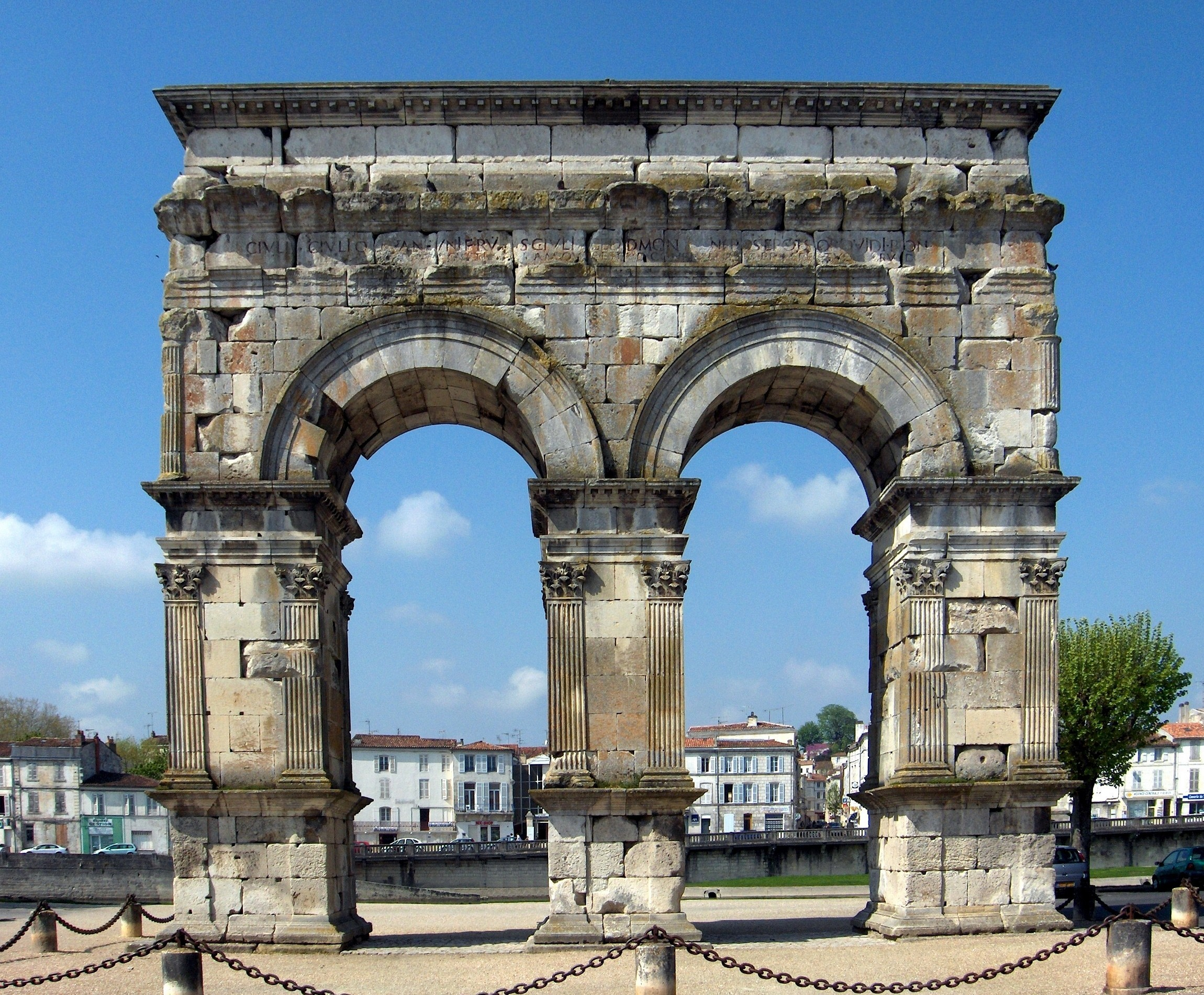
Triumphbogen des Germanicus (19 v. C.) in Saintes

Nach der römischen Eroberung Galliens durch Gaius Iulius Caesar in den Jahren 58 bis 51 v. Chr. wurde die Region im Jahr 17 n. Chr. der Provinz Gallia Aquitania zugeteilt. Nach den Verwaltungsreformen des Kaisers Diokletian (284–305) gehörte sie zur Provinz Aquitania secunda, welche der Diözese Viennensis unterstellt war.
Seit Beginn des 5. Jahrhunderts gehörte das Gebiet der heutigen Saintonge zum Tolosanischen Reich der Westgoten, nach deren Niederlage 507 in der Schlacht von Vouillé gegen den Frankenkönig Chlodwig I. wurde es Bestandteil des Fränkischen Reichs. Regiert wurde das Gebiet dann von den Herzögen von Aquitanien, die versuchten, sich der Kontrolle der fränkischen Könige zu entziehen. Aus dieser Zeit sind mit Waddo (Waddon, um 565) und Gundegisel „Dodo“ (später Bischof von Bordeaux, um 585) zwei Amtsgrafen in Saintes überliefert.
Nachdem Karl der Große um das Jahr 770 Aquitanien unterworfen hatte, war die Saintonge Teil des aquitanischen Unterkönigtums der Karolinger. Als Kaiser Ludwig der Fromme im Jahr 839 dort seinen Enkelsohn Pippin II. durch seinen jüngsten Sohn Karl den Kahlen ablöste, setzte er in Aquitanien zugleich ihm ergebene Grafen ein – so auch in Saintes, womit die Grafschaft Saintonge begründet wurde. Diese war umgeben von der Grafschaft Poitou im Norden, dem Herzogtum Angoulême im Osten sowie im Süden vom Périgord und dem Ästuar der Gironde, an deren Südufer die Gascogne grenzte.
Kaiser Ludwig vertraute die Saintonge dem Grafen Seguin II. von Bordeaux an, der 846 im Kampf gegen die Loire-Normannen, die raubend in Aquitanien eingefallen waren und dabei Saintes brandschatzten, sein Leben ließ. Ihm folgte Graf Landry nach, der im Bunde mit Graf Turpion von Angoulême am 4. Oktober 863 bei Saintes eine Schlacht gegen die Normannen verlor, in der Turpion fiel. Danach geriet Landry in einen jahrelangen Krieg gegen Turpions Bruder, Graf Emenon von Angoulême (zuvor schon Graf von Poitou), der am 14. Juni 866 in einer Schlacht bei Rancogne entschieden wurde, in der Landry fiel. Wenngleich auch Emenon wenige Tage später seinen Verletzungen erlag, konnte sein Nachfolger in Angoulême, Graf Vulgrin I., auch die Saintonge an sich nehmen.

### Hochmittelalter
Nach Vulgrins Tod (886) zerstritten sich dessen Nachkommen in einem Familienkonflikt, den sich die Grafen von Poitou, die zugleich Herzöge von Aquitanien waren, zunutze machten und sich zu Beginn des 10. Jahrhunderts des größten Teils der Saintonge bemächtigten; beim Territorium der Grafen von Angoulême (Angoumois) verblieb jedoch das Land um Cognac, Bouteville und Jarnac. Saintes aber unterstand nun der direkten Kontrolle der Herzöge, bis Wilhelm VI. der Dicke am 9. September 1033 bei Moncontour von dem späteren Grafen von Anjou, Gottfried Martel, geschlagen und gefangen genommen wurde. Gottfried zwang den Herzog zum Preis der Freiheit, ihn als dessen Vasall mit der Saintonge zu belehnen. Nachdem Gottfried 1060 gestorben war, wurde dessen Erbe unter seinen Neffen geteilt; während Gottfried der Bärtige das Anjou bekam, ging die Saintonge an dessen jüngeren Bruder Fulko den Griesgrämigen. Beide Brüder konnten mit einem Sieg über Herzog Wilhelm VIII. 1061 an der Boutonne dessen Versuch, die Anjou-Brüder aus Aquitanien zu vertreiben, erfolgreich abwehren. Dennoch konnte der Herzog nur ein Jahr später die Saintonge zurückgewinnen, nachdem sich Fulko gegen seinen Bruder gewandt hatte und das Anjou an sich riss. Nun stand die Saintonge wieder mehrere Generationen unter der Herrschaft der aquitanischen Herzöge, die in der Mitte des 12. Jahrhunderts durch die Heirat der Herzogin Eleonore mit dem Grafen Heinrich von Anjou, der wenig später auch den englischen Königsthron bestieg, von der Plantagenet-Dynastie beerbt wurde. Dadurch wurde auch diese Region Schauplatz des über Generationen dauernden Konflikts dieser Dynastie mit dem französischen Königtum.
In den folgenden Jahren erhoben sich gegen die Regentschaft von Eleonores Sohn Richard Löwenherz mehrere Vasallen Aquitaniens. Löwenherz besiegte im Mai 1176 bei Bouteville das Brabanzonenheer des Grafen von Angoulême und belagerte im Winter 1177 in der Burg von Pons den Aufständischen Geoffroy II. de Rancon, dessen Festung Taillebourg er 1178 ein erstes und 1188 ein zweites Mal zerstörte. 1190 vertraute Richard das Herzogtum Aquitanien seinem Neffen Otto von Braunschweig an, übernahm es jedoch wieder 1198, nachdem Otto in Deutschland zum König gewählt wurde. Nachdem Richard ein Jahr später verstorben war, übernahm erneut Eleonore das Herzogtum, das sie aber wiederum ein Jahr später ihrem Sohn Johann Ohneland übergab. Nach Eleonores Tod 1204 fielen die aquitanischen Grafen von Johann ab und verbündeten sich mit dem französischen König, der zuvor schon die Gebiete der Plantagenets nördlich der Loire hatte unterwerfen können. Von Aquitanien verblieb lediglich noch die Saintonge und das Poitou in Johanns Besitz, doch dessen Sohn Heinrich musste schließlich im Französisch-Englischen Krieg von 1224 bis 1225 den Verlust dieser Gebiete an König Ludwig VIII., der am 13. August 1224 La Rochelle eingenommen hatte, hinnehmen. Das Land wurde nun vorerst von der Krone direkt regiert, bis 1241 König Ludwig IX. seinen jüngeren Bruder Prinz Alfons mit dem Poitou und der Saintonge belehnte, womit er dem Testament ihres Vaters nachkam.
Ein Jahr später landete König Heinrich III. von England mit einem Heer an der Küste der Saintonge mit dem Ziel, die verloren gegangenen Gebiete zurückzuerobern, doch Ludwig IX. und Prinz Alfons stellten sich am 21. Juli 1242 bei Taillebourg dem englischen Heer entgegen und schlugen es vernichtend. Wenige Tage später siegte Ludwig erneut bei Saintes über Hugo X. von Lusignan, den Verbündeten Heinrichs. Nach diesem verlorenen Saintonge-Krieg musste Heinrich III. im Vertrag von Pons 1242 auf seine Ansprüche in Frankreich verzichten, erst im Zuge einer Ausgleichspolitik mit Ludwig IX. wurde ihm die Saintonge im Vertrag von Paris 1259 zurückerstattet; im Gegenzug mussten er und seine Nachkommen den französischen Königen für das betreffende Gebiet huldigen.

### Spätmittelalter

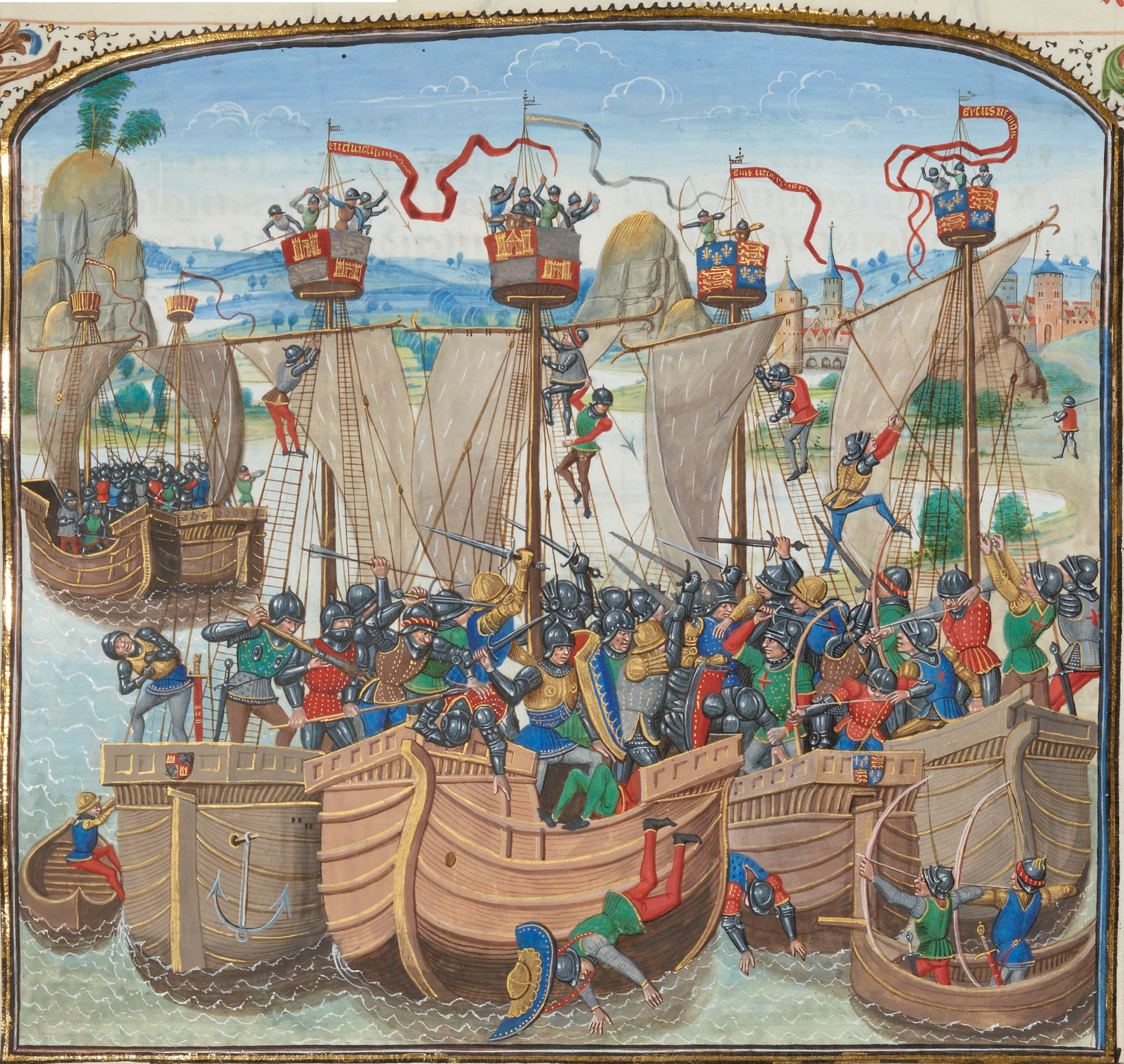
Die Seeschlacht vor La Rochelle 1372

Nun wieder den Plantagenets zugehörend, wurde die Saintonge ab der Mitte des 14. Jahrhunderts ein Schauplatz des Hundertjährigen Krieges zwischen England und Frankreich. Der „schwarze Prinz“ Edward of Woodstock konnte durch seinen Sieg in der Schlacht bei Maupertuis 1356 noch einmal das gesamte Aquitanien für England gewinnen (Vertrag von Brétigny, 1360), doch wenige Jahre später gelang es dem französischen Connétable Bertrand du Guesclin, die Gascogne und Aquitanien, und damit auch die Saintonge zurückzuerobern. Entscheidend war dabei unter anderem der Sieg einer französisch-kastilischen Flotte über die englische im September 1372 vor La Rochelle. Im Vertrag von Brügge 1375 trat der englische König Edward III. die Saintonge und weitere Gebiete an Frankreich ab, wo es schließlich bis heute (ohne Unterbrechung) verblieb.
Den Titel eines Grafen von Saintonge – verbunden mit der Würde eines Pair von Frankreich – verlieh König Karl VII. 1428 ein letztes Mal an den schottischen König Jakob I. zur Bekräftigung der französisch-schottischen Allianz (Auld Alliance) gegen England. König Ludwig XI. zog den Titel wieder ein und vergab ihn stattdessen 1469 als Apanage an seinen Bruder, den Prinzen Karl von Valois, nach dessen erbenlosem Tod 1472 der Titel wieder endgültig der Krondomäne zugeführt wurde.
Verwaltet wurde die Saintonge ab 1255 von einem Seneschall, der seinen Sitz in Saint-Jean-d’Angély hatte; 1453 wurde ein weiteres Seneschallat (Sénéchaussée) mit Sitz in Saintes eingerichtet. Zuvor aber war bereits 1373 das Land um La Rochelle und Rochefort in ein eigenes Seneschallat zusammengefasst worden, dessen Gebiet, das Aunis (vom lateinischen Alumitium), schon länger eine eigene regionale Identität besaß. Die Landschaftsbezeichnung Saintonge wird seither nur noch auf die Verwaltungsgebiete von Saintes und Saint-Jean-d’Angély bezogen. Dennoch sollten alle drei Seneschallate ab 1694 unter einem Gouvernement (Généralité), welches seinen Sitz in La Rochelle hatte, administrativ wieder vereint werden.

### Neuzeit
Während des 16. Jahrhunderts revoltierten die Bewohner der Saintonge mehrmals gegen die Politik Königs Franz I., die Salzsteuer (Gabelle du sel) zu vereinheitlichen; erst der Duc de Montmorency konnte bis 1548 die königliche Autorität wieder stabilisieren. Zur gleichen Zeit wurde die Region ein Zentrum der protestantischen Hugenotten und damit auch Schauplatz der damit verbundenen Religionskämpfe, die Frankreich in dieser Zeit erschütterten. Dabei fand am 13. März 1569 bei Jarnac eine entscheidende Schlacht statt, in welcher Louis de Condé, der Heerführer der Protestanten, getötet wurde. Dessen Sohn und politischer Nachfolger Henri de Condé erlag 1588 in Saint-Jean-d’Angély seinen Verwundungen aus der Schlacht von Coutras. Nach dem Erlass des Edikts von Nantes 1598 durch König Heinrich IV. wurden den Hugenotten über 100 Sicherheitsplätze (places de sûreté) in Frankreich zugewiesen, darunter auch alle größeren Städte der Saintonge. Besonders La Rochelle nahm dabei in den folgenden Jahren die Position einer Hauptstadt des protestantischen Staates im Staate war. Mit der Thronbesteigung von König Ludwig XIII. und der Politik seines Ersten Ministers Richelieu wurde dieser Zustand wieder abgeschafft. 1621 belagerte und schleifte der König Saint-Jean-d’Angély, im September 1625 ergab sich die Île de Ré, die der Marquis de Toiras 1627 gegen den Herzog von Buckingham verteidigte. Am 30. Oktober 1628 fiel das über ein Jahr lang belagerte La Rochelle. Weitere Verwüstungen musste die Region durch das Niederschlagen von Bauernaufständen, die sich an der hohen Besteuerung der Bauern während des Dreißigjährigen Krieges entzündet hatten, und der Revolte der adligen Fronde gegen die Regentschaft des Kardinal Mazarin hinnehmen. Von 1681 bis 1685 versuchte Ludwig XIV., die Hugenotten durch barbarische Dragonaden zum Übertritt zur katholischen Kirche zu zwingen. Nach der Aufhebung des Ediktes von Nantes durch König Ludwig XIV. 1685 emigrierte ein großer Teil der Bewohner in das von Samuel de Champlain begründete Neufrankreich, deren Mundart (das Saintongeais) dort das Quebecer Französisch (québécois) stark beeinflusste. Weiterhin kämpften viele Santonen im „Régiment de Saintonge“ unter dem Comte de Rochambeau für die nordamerikanischen Kolonien im Unabhängigkeitskrieg gegen Großbritannien.
Bei den Generalständen von 1789 war die Généralité von La Rochelle mit 16 Abgeordneten vertreten, je vier für La Rochelle und Saint-Jean-d’Angély sowie acht für Saintes. Aufgrund eines dort am 22. Dezember beschlossenen Gesetzes wurden die Seneschallate abgeschafft und die betreffenden Gebiete in das Département Charente-Inférieure eingegliedert, welches am 4. März 1941 in Charente-Maritime umbenannt werde sollte. Im Verlauf der Französischen Revolution wurde die Saintonge von Kämpfen des Vendéeaufstandes und Landungsversuchen britischer Truppen heimgesucht. Zu Zeiten der Terrorherrschaft und der Dechristianisierung war die Saintonge genauso betroffen wie das gesamte Departement. Während des fünften Koalitionskrieges siegte am 12. April 1809 eine britische Flotte vor der Île d’Aix über eine französische; auf jener Insel hatte Napoléon Bonaparte im Juli 1815 seine letzten Tage auf französischem Boden verbracht, bevor er sich den Briten ergab und nach St. Helena verbannt wurde.

### 20. Jahrhundert
Im Zweiten Weltkrieg war die Saintonge ab Juni 1940 vom Deutschen Reich besetzt und grenzte dabei im Osten an das unbesetzte Gebiet Frankreichs, das von dem mit Nazi-Deutschland kollaborierenden Vichy-Regime regiert wurde. Die Atlantikküste der Saintonge war, wie die gesamte Küste Frankreichs, für die Kriegsmarine als Basis für ihre U-Boote von besonderer strategischer Bedeutung. Dies hatte zur Folge, dass die Städte der Region zum Ziel alliierter Luftangriffe wurden und große Schäden erlitten. Die Stadt Royan wurde bei einem solchen Angriff am 5. Januar 1945 fast vollständig zerstört. Die deutsche Besatzung endete am 8. Mai 1945 mit der Kapitulation der Wehrmacht in La Rochelle vor den Verbänden des Freien Frankreichs und der Résistance.

## Sehenswürdigkeiten
Die alte Kulturlandschaft der Saintonge bietet eine Fülle von Sehenswürdigkeiten aus den verschiedenen Epochen ihrer Geschichte:

### Antike
Amphitheater und Germanicus-Bogen in Saintes, römische Turmstümpfe bei Saint-Romain-de-Benet und Ébéon, Tunnelaquädukt bei Le Douhet

### Mittelalter
Kirchen

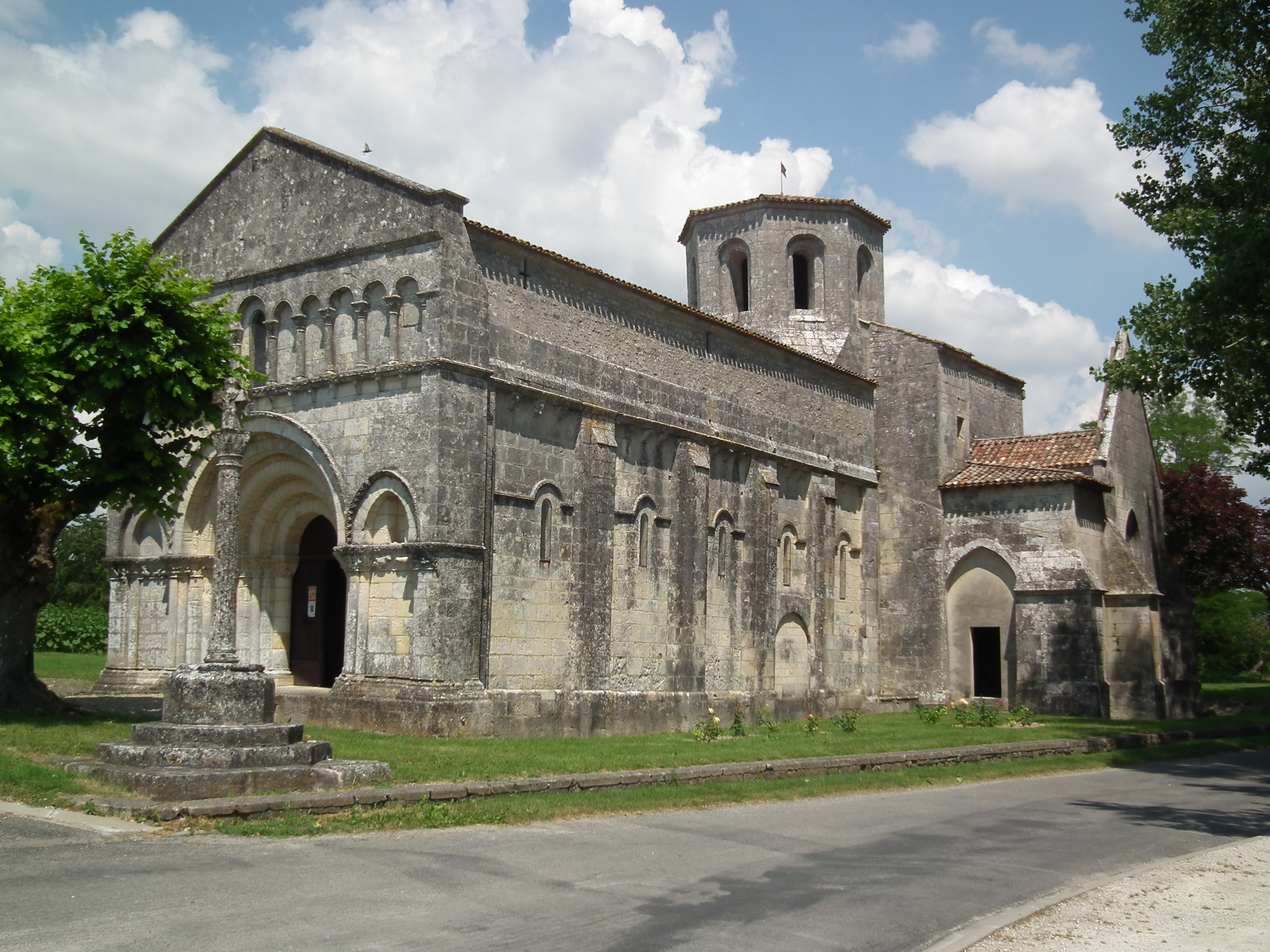
Biron, Kirche Saint-Eutrope und Kalvarienkreuz

Abgesehen von den Bauten in Saintes finden sich romanische Kirchen/Abteien in der
- südlichen Saintonge: Chermignac, Rétaud, Rioux, Thézac, Corme-Écluse, Pons, Avy, Marignac, St-Martin de Chadenac, Biron, Échebrune, Pérignac, Bougneau, Berneuil, Talmont
- westlichen Saintonge: Écurat, Abtei Sablonceaux, St-Nazaire de Corme-Royal, Nieul-lès-Saintes
- nordöstlichen Saintonge: Saint-Jean-d’Angély, Fenioux, Aulnay, Matha, Authon, Écoyeux, Abtei Fontdouce, Le Douhet

Totenleuchten; Hosianna-Kreuze; Kalvarienkreuze
- Fenioux, Saint-Pierre-d’Oléron; Aulnay, Chermignac, Gibourne, Rioux; Biron

Burgen
- Donjon von Pons

### Renaissance etc.
Schlösser von Crazannes, Dampierre-sur-Boutonne, Le Douhet, La Jarne, Matha, Marennes, Meux, Nieul-lès-Saintes, Panloy, Pons, Saint-Porchaire, Saint-Jean d’Angle

## Kulinarische Spezialitäten
Die Saintonge ist vor allem eine Weinbaugegend – große Teile gehören zu den Fins Bois, Bons Bois und Bois ordinaires des Weinbaugebietes von Cognac. In vielen lokalen Brennereien wird Eau de vie destilliert, aus dem nach jahrelanger Lagerung in Eichenfässern (barriques) der Cognac heranreift. Leichtere alkoholische Liköre wie Pineau des Charentes und Sève Feu de Joie sind ebenfalls Spezialitäten der Region. Da der Absatz von Cognac in den letzten Jahren stagniert oder sogar abnimmt, ist das Bemühen um die Herstellung von Qualitätsweinen wieder in den Vordergrund getreten. Andere kulinarische Spezialitäten der Region sind ein feiner Mandelkuchen aus Rührteig (Gâteau Saintongeais) sowie Pralinen (Cagouilles Saintongeaises). Zu erwähnen ist, dass die Küste der Saintonge (Charente-Maritime) eine Hochburg der Austernzucht ist, besonders Marennes und die Seudre-Mündung, Ile d’Oléron, Ile de Ré. Die Austernzüchter liefern den mehrheitlichen Anteil der französischen Produktion.

### Gesamtdarstellungen
- Jean-Michel Deveau: Histoire de l’Aunis et de la Saintonge. Paris 1974.
- Edmond René Labande: Histoire du Poitou, du Limousin et des Pays charentais – Vendée, Aunis, Saintonge, Angoumois. Toulouse 1976 (= Univers de la France et des pays francophones, Bd. 34).
- Histoire de l’Aunis et de la Saintonge, hg. von Jean Glénisson. Geste éditions, La Crèche.
  - Bd. 1: Des origines à la fin du VIe siècle après J.-C., hg. von Louis Maurin, 2007. ISBN 978-2-8456-1363-8.
  - Bd. 3: Le début des temps modernes, 1480–1610, hg. von Marc Seguin, 2005. ISBN 978-2-84561-217-4.

### Einzelne Epochen
- Robert Favreau: Saintonge. In: Lexikon des Mittelalters (LexMA). Band 7. LexMA-Verlag, München 1995, ISBN 3-7608-8907-7, Sp. 1261–1263.
- François Eygun, Jean Dupont: Saintonge romane. Saint-Léger-Vauban, 2. Aufl. 1979, ISBN 2-73690-157-6.
- Yves Blomme: L’architecture gothique en Saintonge et en Aunis. Saint-Jean-d’Angély 1987.
- Francine Ducluzeau, Denise Bélanger (Hrsg.): Histoire des protestants charentais (Aunis, Saintonge, Angoumois). Paris 2001, ISBN 978-2-90796-754-9.
- Richard Ballard: The Unseen Terror. The French Revolution in the Provinces, I.B. Tauris, London-New York 2010, ISBN 978-1-84885-325-6.
- Nicole Vray: Protestants en Aunis-Saintonge au XIXe siècle. La Rochelle 2006, ISBN 978-2-91119-815-1.